# Geschützter Landschaftsbestandteil Rumscheid

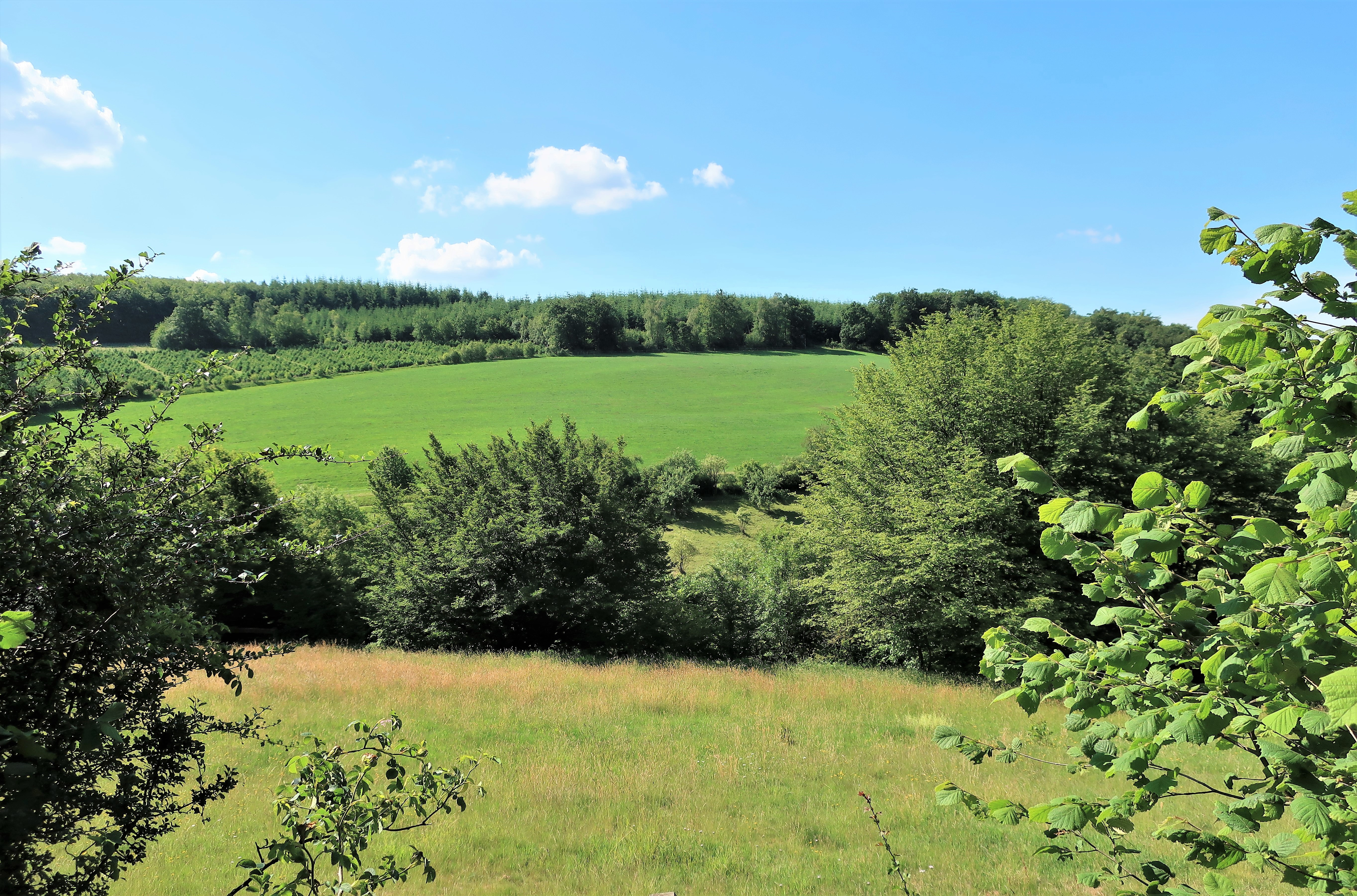
Geschützter Landschaftsbestandteil Rumscheid

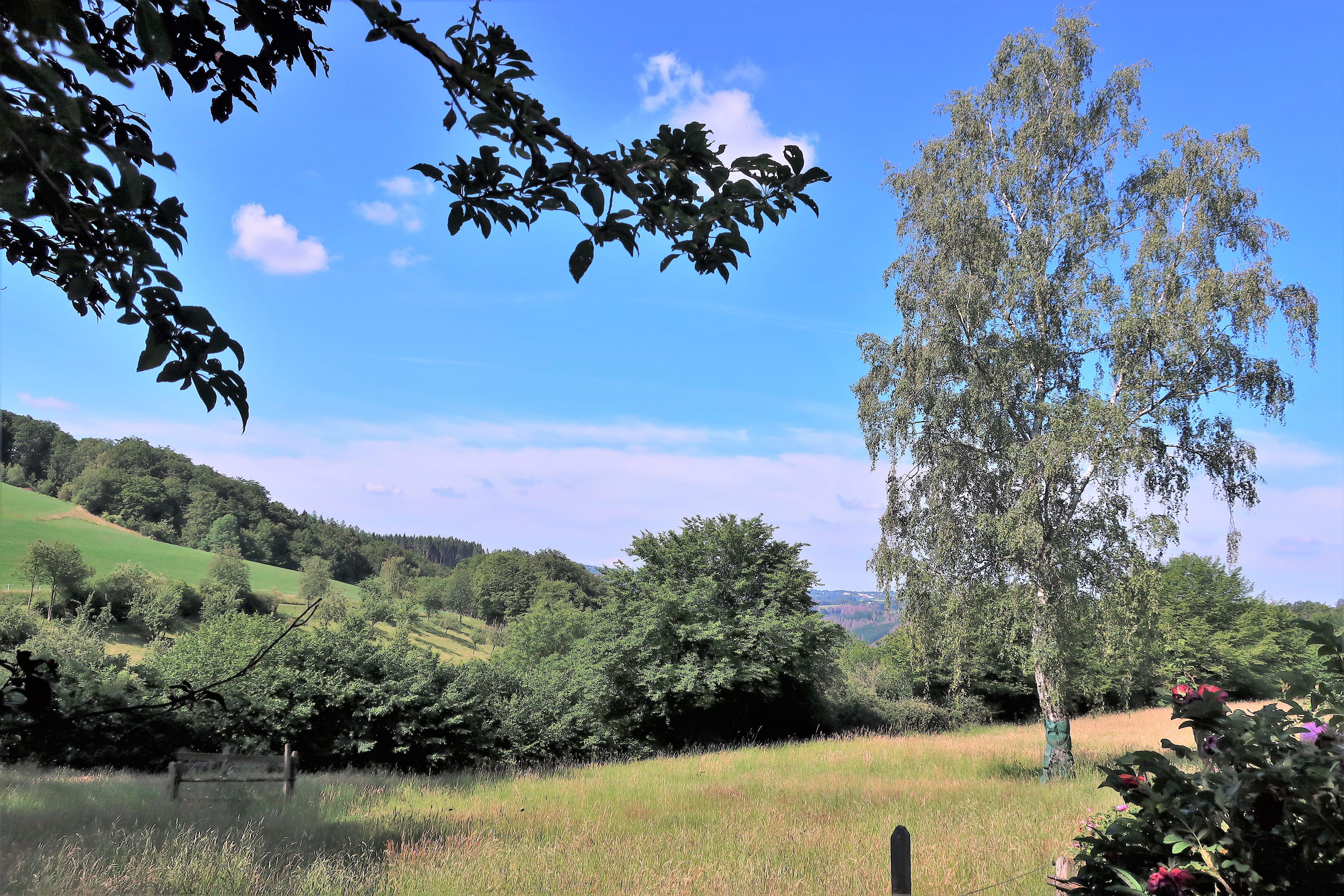
Feuchtwiese mit Hecken in Rumscheid

Der Geschützte Landschaftsbestandteil Rumscheid mit einer Flächengröße von 2,35 ha liegt auf dem Gebiet der kreisfreien Stadt Hagen in Nordrhein-Westfalen. Der LB wurde 1994 mit dem Landschaftsplan der Stadt Hagen vom Stadtrat von Hagen ausgewiesen.

## Beschreibung
Beschreibung im Landschaftsplan: „Der Landschaftsbestandteil liegt westlich von Rumscheid. Es handelt sich um eine feuchte Wiese mit randständigen Hecken sowie um ein Kleingewässer.“

## Schutzzweck
Laut Landschaftsplan erfolgte die Ausweisung „zur Sicherung der Leistungsfähigkeit des Naturhaushalts durch Erhalt eines Lebensraumes, insbesondere für die Lebensgemeinschaften der Kleingewässer und Feuchtwiesen und -weiden sowie der Heckenbiotope“.